# Arao
Arao (荒尾市 -shi) é uma cidade japonesa localizada na província de Kumamoto.
Em 2003 a cidade tinha uma população estimada em 56 822 habitantes e uma densidade populacional de 994,26 h/km². Tem uma área total de 57,15 km².
Recebeu o estatuto de cidade a 1 de Abril de 1942.